# 真玉海岸

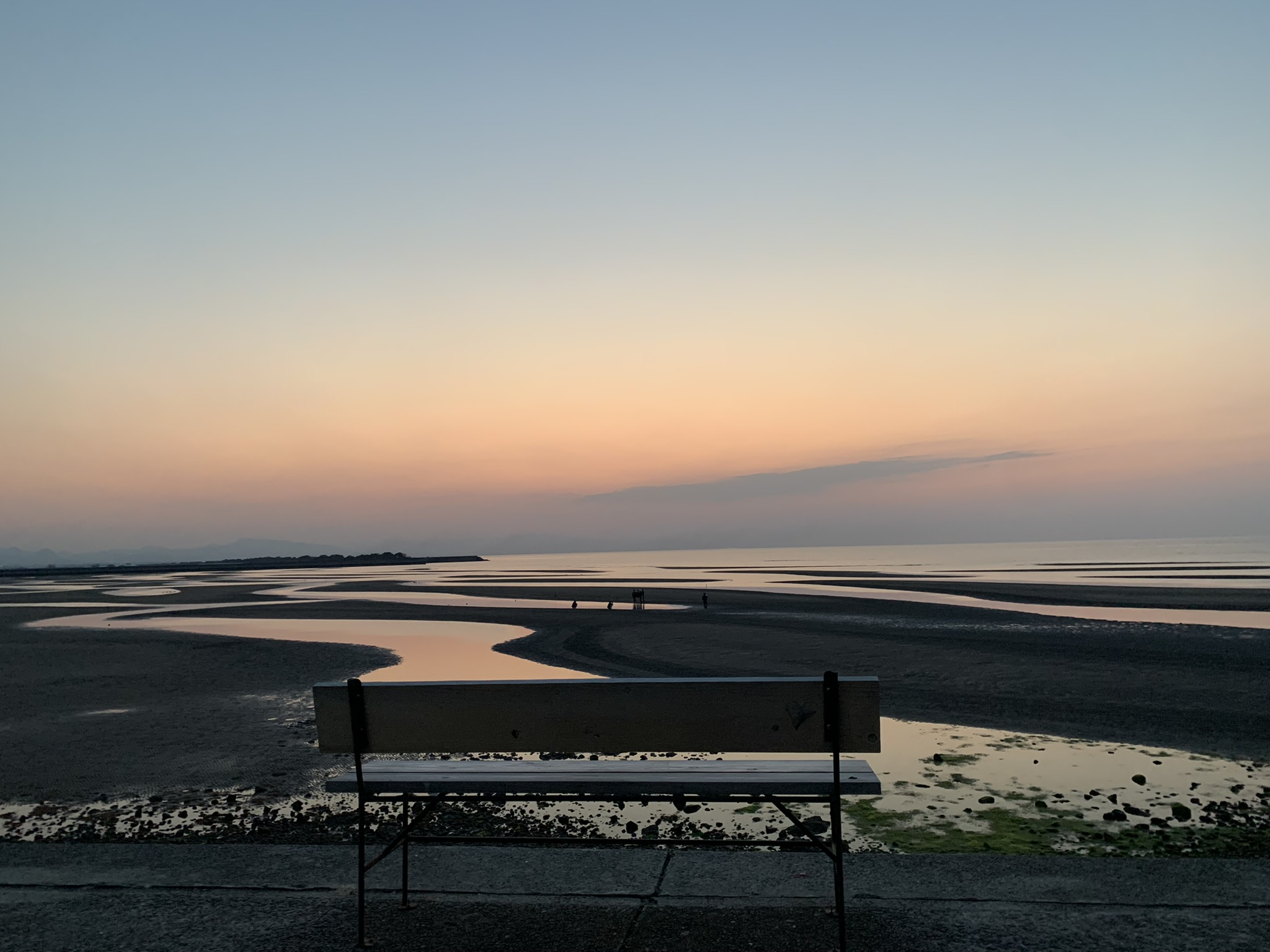
真玉海岸の夕焼け

真玉海岸（またまかいがん）は、大分県豊後高田市臼野にある、周防灘に面した海岸である。国東半島の西側の付け根に位置し西方に開けているため、夕陽の美しさで知られ、国の登録記念物（名勝地関係）に登録されたほか、日本の夕陽百選おおいた遺産にも「真玉海岸の夕陽」として選定されている。

## 地理
遠浅の海岸で、南部では干拓も行われているものの、真玉川以北には天然の干潟が残る。大分県は九州の東岸に位置するため夕陽を眺望できる海岸は数少ないが、真玉海岸は潮汐によって干潟に生み出される縞模様に夕陽が照り映える美しい夕景で知られている。
また、春はマテガイなどの潮干狩りで、夏は海水浴場としてもにぎわう。

## 交通
- 鉄道・バス：JR九州日豊本線宇佐駅から大交北部バスで約35分、真玉下車。
- 自動車：国道213号沿い